# Nomadic (tender)
Il Nomadic è una nave a vapore costruita per la White Star Line, inaugurata il 25 aprile 1911 a Belfast. Venne utilizzata principalmente come tender per i transatlantici della compagnia (quali l'RMS Olympic e l'RMS Titanic), ed è l'ultima nave fra quelle appartenute alla White Star Line ancora galleggiante.

## Storia

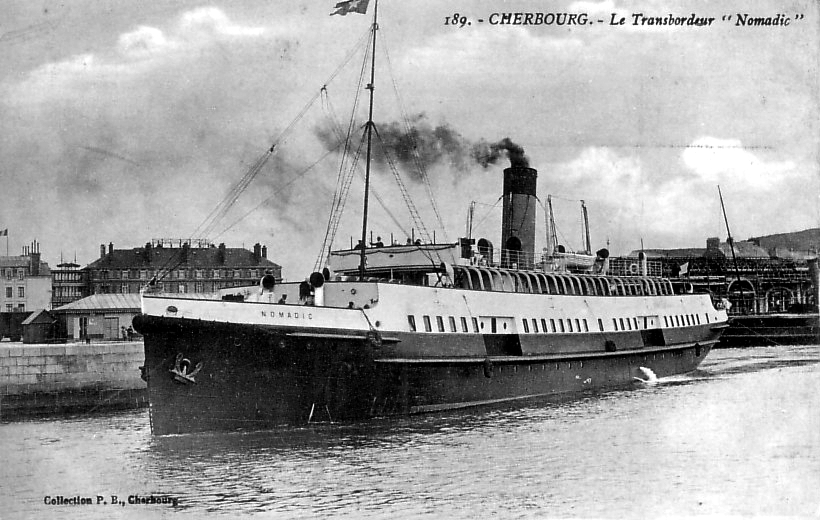
Nomadic in servizio come tender per White Star Line a Cherbourg nel 1911.

La chiglia del Nomadic fu posata nei cantieri Harland and Wolff di Belfast nel 1910 (numero di cantiere 422). Inaugurata il 25 aprile 1911 e consegnata alla White Star Line il 27 maggio, la nave misurava 67 metri (220 piedi) di lunghezza e 11.3 metri (37 piedi) di larghezza, ed aveva una stazza lorda di ben 1.273 tonnellate. Aveva eliche a tre pale che la portavano a una velocità massima di 12 nodi.
Con la sua nave gemella Traffic, il Nomadic fu usato come tender per l'Olympic e per il Titanic a Cherbourg in Francia. Il Nomadic fu arredato con lussuosi interni e fu quindi usato per i passeggeri di prima e seconda classe, mentre il Traffic serviva per i viaggiatori di terza.
Durante la prima guerra mondiale il Nomadic fu in servizio per il trasporto delle truppe americane a Brest (Francia). Nel 1927 fu venduto alla Compagnie Cherbourghoise de Transbordement e successivamente fu nuovamente ceduto alla Société Cherbourghoise de Remorquage et de Sauvetage nel 1934. Nel periodo della seconda guerra mondiale  servì nuovamente come trasporto truppe con il nome di Ingenieur Minard.
Dopo la guerra riprese il servizio di tender per la Cunard Line (le due compagnie si erano fuse nel 1934) fino al novembre 1968. Quindi fece da nave appoggio alla RMS Queen Elizabeth fino al 1968. Fu acquistata da Roland Spimewyn, un uomo d'affari francese, che aveva l'intenzione di trasformarlo in ristorante galleggiante. Nel 1974, però, a causa delle difficoltà dovute ai lavori, il progetto venne abbandonato. La nave fu venduta a un altro privato che la ribattezzò col nome originario Nomadic e decise di continuare i piani del precedente proprietario, ristrutturandola e utilizzandola come ristorante lungo la Senna a Parigi. Il ristorante, che nel corso del tempo ha cambiato vari nomi, chiuse dopo 22 anni di attività a causa di nuove regole per le attività commerciali sui battelli sulla Senna. Lo scafo rimase quindi ormeggiato in condizioni precarie sul posto fino al 2003, anno in cui fu spostato al porto di Le Havre.

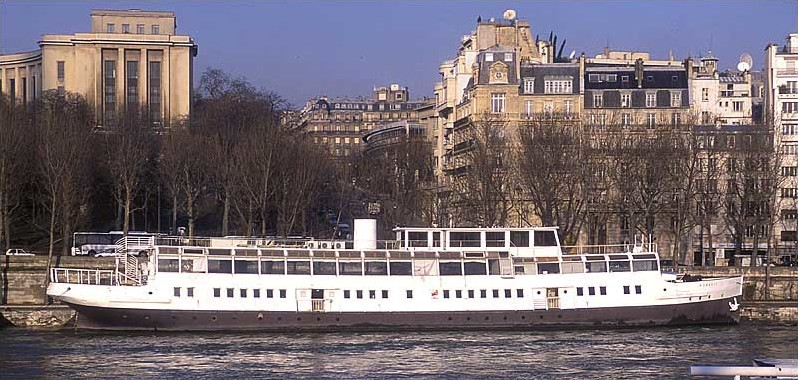
La nave ormeggiata lungo la Senna nel 2000, dopo essere stata utilizzata come ristorante-battello per circa 20 anni.

Un pubblico appello per raccogliere donazioni affinché il Nomadic tornasse al cantiere Harland and Wolff per essere ristrutturato fu lanciato dal Belfast Industrial Heritage (BIH), un'organizzazione no-profit sita nell'Irlanda del Nord con la collaborazione di entusiasti sostenitori tramite il "SaveNomadic.com Appeal".
Il 26 gennaio 2006, il Nomadic fu messo all'asta a Parigi dal Dipartimento per lo sviluppo Sociale, ramo del Northern Ireland Office, e venne acquistato per 171.320 sterline (con prezzo di riserva 165.000 sterline).
Il Nomadic lasciò Le Havre per tornare a Belfast il 12 luglio, dove arrivò il 18 luglio 2006. Il vascello fu accolto dal ministro dello sviluppo sociale David Hanson, dal deputato Lord Mayor della città di Belfast, dalla consigliera Ruth Patterson e da un cospicuo numero di sostenitori. Il Nomadic arrivò "sul dorso" di una chiatta di trasporto, che era stata ingaggiata dall'Anchor Marine Transportation Limited.
Uno studio del Belfast City Council ha stimato il costo della ristrutturazione del Nomadic intorno ai 7 milioni di sterline. La Belfast Harbour Commissioners ha acconsentito a fornire un ormeggio temporaneo per la nave, ed è anche stata fondata una società finanziaria per coordinare la raccolta di fondi. Ora che il vascello è iscritto nello United Kingdom's National Register of Historic Vessels, il progetto dovrebbe includere una Lotteria Nazionale per assicurarne l'istanza, che dovrebbe sostanzialmente incrementare i fondi già esistenti di 60.000 sterline raccolto con un pubblico appello e le 100.000 sterline del Belfast City Council. Il sito del Nomadic Appeal Public ha dato vita alla Nomadic Preservation Society. 
Al suo ritorno a Belfast, il Nomadic fu ormeggiato al Queen's Quay proprio fuori dall'Arena Odyssey di Belfast ed aperto per una mostra temporanea. Alla fine del 2008 la nave fu chiusa al pubblico e spostata al molo Barnett per lavori di manutenzione interni, quindi al molo Hamilton Graving per la sistemazione in bacino di carenaggio e la completa ristrutturazione.

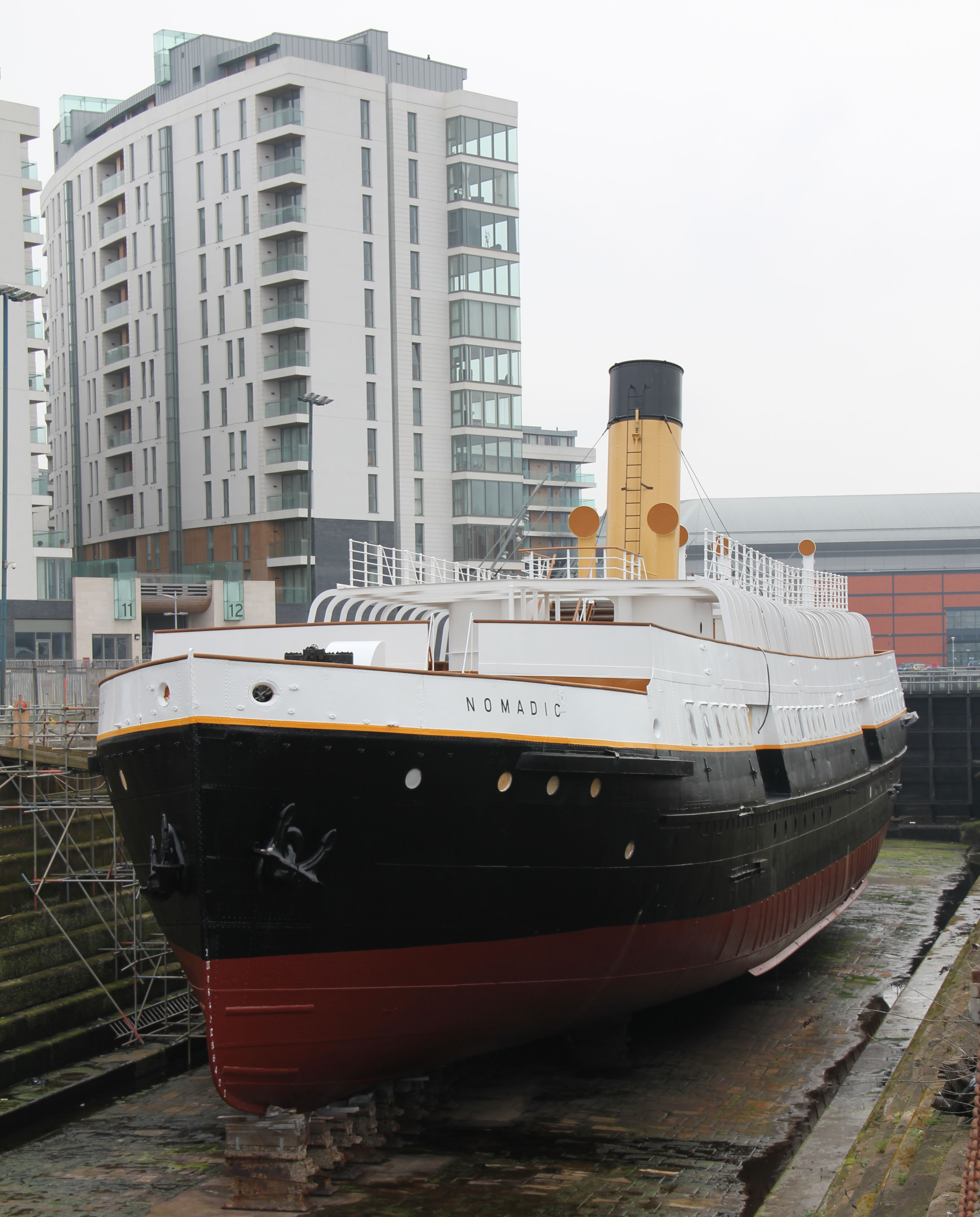
La Nomadic nel marzo 2012 durante la prima fase della ristrutturazione.

La ristrutturazione esterna del Nomadic è stata completata in tempo per il centesimo anniversario dell'affondamento del Titanic nel 2012.
Nell'aprile 2015 la proprietà della nave fu trasferita alla Titanic Foundation. La nave è ora gestita da Titanic Belfast Nomadic Limited e visitabile nel complesso museale Titanic Belfast.

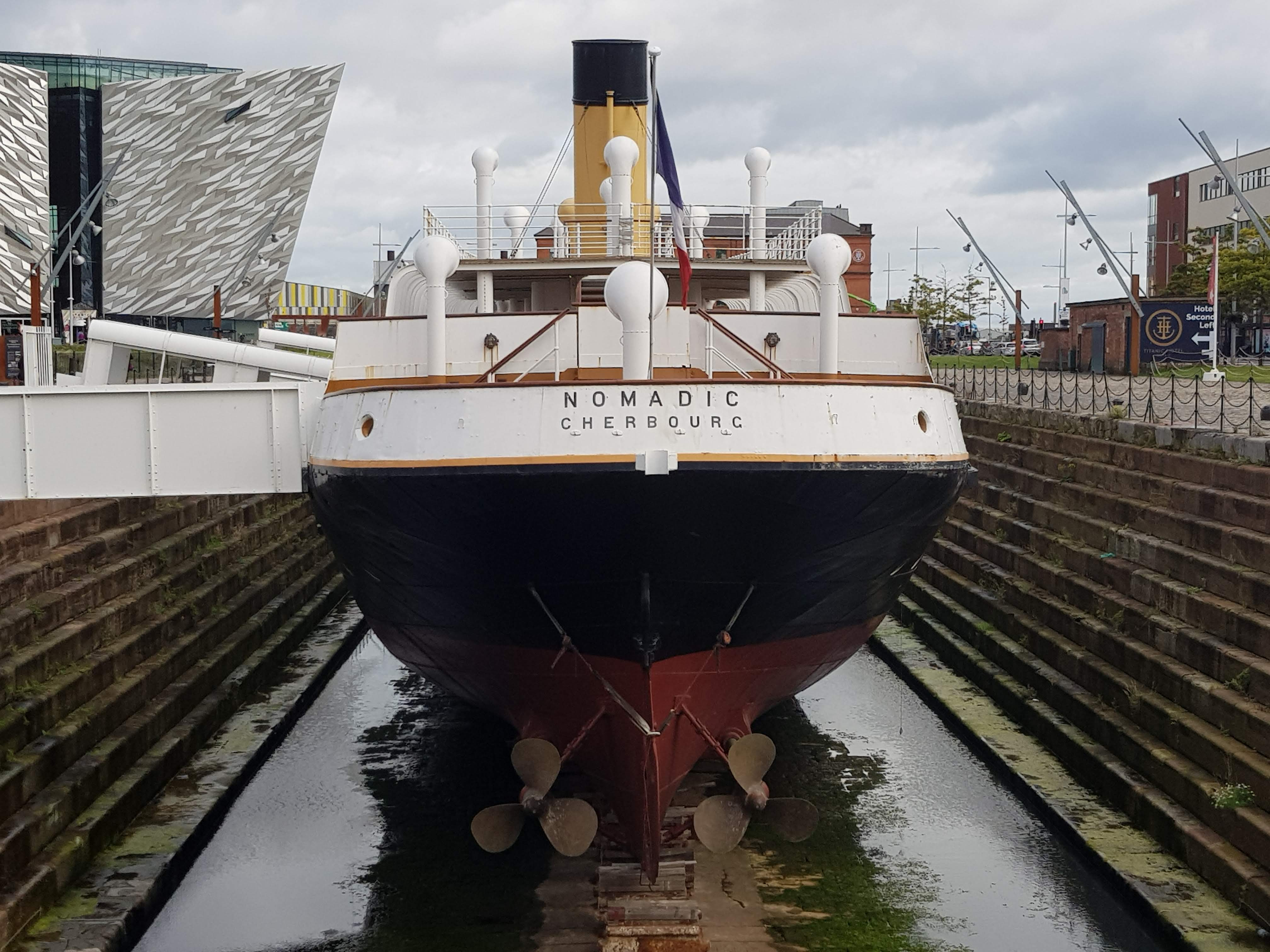
Vista di poppa della Nomadic, restaurata ed esposta al Titanic Belfast.